# هيو لورد مكدونالد
هيو لورد مكدونالد هو سياسي كندي، ولد في 25 مارس 1841، وتوفي في 1890.